# Ultrafarma
Ultrafarma é uma rede de farmácias brasileira, baseada na zona sul da cidade de São Paulo, fundada em 2000 pelo empresário paranaense Sidney Oliveira. A rede conta com quatro unidades físicas da Ultrafarma, localizadas na Avenida Jabaquara, na região da Saúde, em São Paulo. Além da tradicional Ultrafarma, a empresa é dona das Óticas Ultrafarma, da rede de franquias de farmácias Ultrafarma Popular e da farmácia de manipulação Ultrafórmulas.
Além do atendimento nas lojas, os pedidos são realizados via internet, telefonemas e até mesmo por cartas, onde os produtos também são entregues em domicílio. A empresa tem em sua política de negociação, o apreço por preços mais baixos que as farmácias físicas não oferecem, que é a receita do seu sucesso e faturamento.
Em 2019, 70% do faturamento da Ultrafarma vinha das suas vendas online, os outros 30% vinham do televendas, lojas físicas e seus revendedores.

## História

### Antecedentes
Em 1998, o empresário paranaense Sidney Oliveira fundou a rede de farmácias Drogavida em São Paulo, com aproximadamente 23 lojas espalhadas na capital. Diante do crescimento das outras grandes redes de farmácia, a Drogavida não conseguiu fazer frente a concorrência e pouco tempo depois, o empresário decidiu se desfazer do negócio.
Em 1999, o Ministério da Saúde implantou efetivamente os medicamentos genéricos no Brasil com a lei nº 9.789 de 10 de fevereiro de 1999. O objetivo era garantir que medicamentos variados e de amplo uso pudessem ser disponibilizados no mercado por um custo mais baixo, permitindo que diversos laboratórios farmacêuticos fabricassem o mesmo medicamento, contendo o mesmo princípio ativo e mesma dosagem, permitindo assim uma competitividade maior de preços no mercado.
Tendo um bom pressentimento do mercado ainda em 1999, Sidney viajou a países como o México, Canadá, Inglaterra e Índia, onde o mercado de medicamentos genéricos já era maior e desenvolvido nesta época. Após retornar, baseado em suas experiências anteriores com outras farmácias, decidiu que montaria uma nova rede, desta vez especializada em genéricos, este projeto viria a ser a Ultrafarma.

### Surgimento

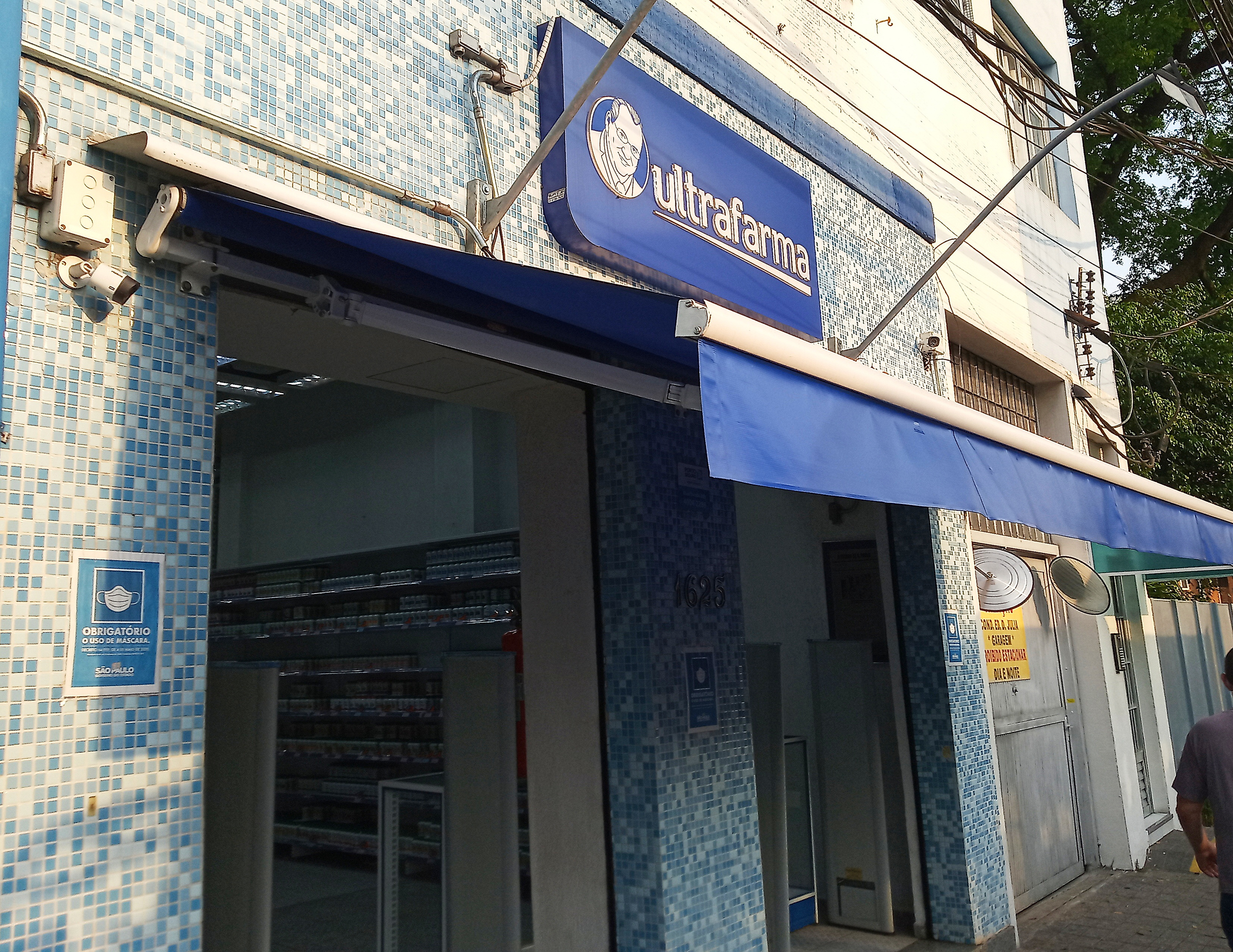
Fachada da loja principal da Ultrafarma em São Paulo

A Ultrafarma surgiu em 2000, um ano após os medicamentos genéricos serem efetivamente introduzidos no Brasil. Foi criada diante da oportunidade que a popularização dos medicamentos genéricos trouxe, tendo sua primeira loja aberta na Avenida Jabaquara, no bairro da Saúde, em São Paulo.
Nos anos 2000, começou a investir pesado em marketing comprando horários durante a madrugada em emissoras de TV como a Bandeirantes, RedeTV!, Gazeta e patrocinando programas como A Praça é Nossa do SBT e outros produzidos pela produtora parceira Pernas Video Produções, como o Programa do Jacaré, Ultraforró e o Programa Nerivan Silva.
Em 2012, chegou a cogitar a abertura da primeira loja da rede fora da cidade de São Paulo, alugando um ponto comercial na Avenida Nossa Senhora de Copacabana, no Rio de Janeiro, porém a loja nunca foi inaugurada e o projeto foi abandonado. Devido a sua filosofia de manter atendimento customizado e fidelização de clientes, a Ultrafarma sempre manteve apenas suas quatro lojas físicas próprias em São Paulo, uma delas funcionando 24 horas por dia, 365 dias por ano.
Os planos de expansão vieram depois de 2012, quando após uma tentativa de fusão com a rede Pague Menos não ter dado certo, a empresa passou a investir em sua própria expansão e em seus outros negócios como na fabricante de cosméticos RAHDA, nas linhas de suplementos e vitaminas Sidney Oliveira, em patrocínios e propaganda, no e-commerce ultrafarma.com.br e mais recentemente, na rede de farmácias UItrafarma Popular.
Desde 2015, a empresa é patrocinadora oficial da Seleção Brasileira de Futebol, quando assinou um contrato de 30 anos com a CBF pagando 5 milhões de reais por ano.
A Ultrafarma inovou o mercado farmacêutico com o seu modelo de farmácia nunca antes utilizado e com os preços baixos que possui. Em poucos anos, a empresa cresceu absurdamente, chegando a faturar R$ 800 milhões por ano e responsável pela venda de 100 milhões de caixas de medicamentos todos os anos, sendo assim, líder no mercado de vendas.
Em 2022, a rede passou a emprestar seu nome à Estação Saúde, da Linha 1-Azul do Metrô de São Paulo. A mudança havia sido divulgada no ano anterior, quando o metrô publicou editais das licitações para conceder ao mercado o uso de naming rights em seis das estações da rede. Em fevereiro de 2022, foi anunciado que a Ultrafarma cederia os naming rights à Estação Saúde. Em março, foi confirmado a alteração do nome da estação para "Saúde-Ultrafarma", passando a valer no dia 15 do mesmo mês.

### Outros negócios

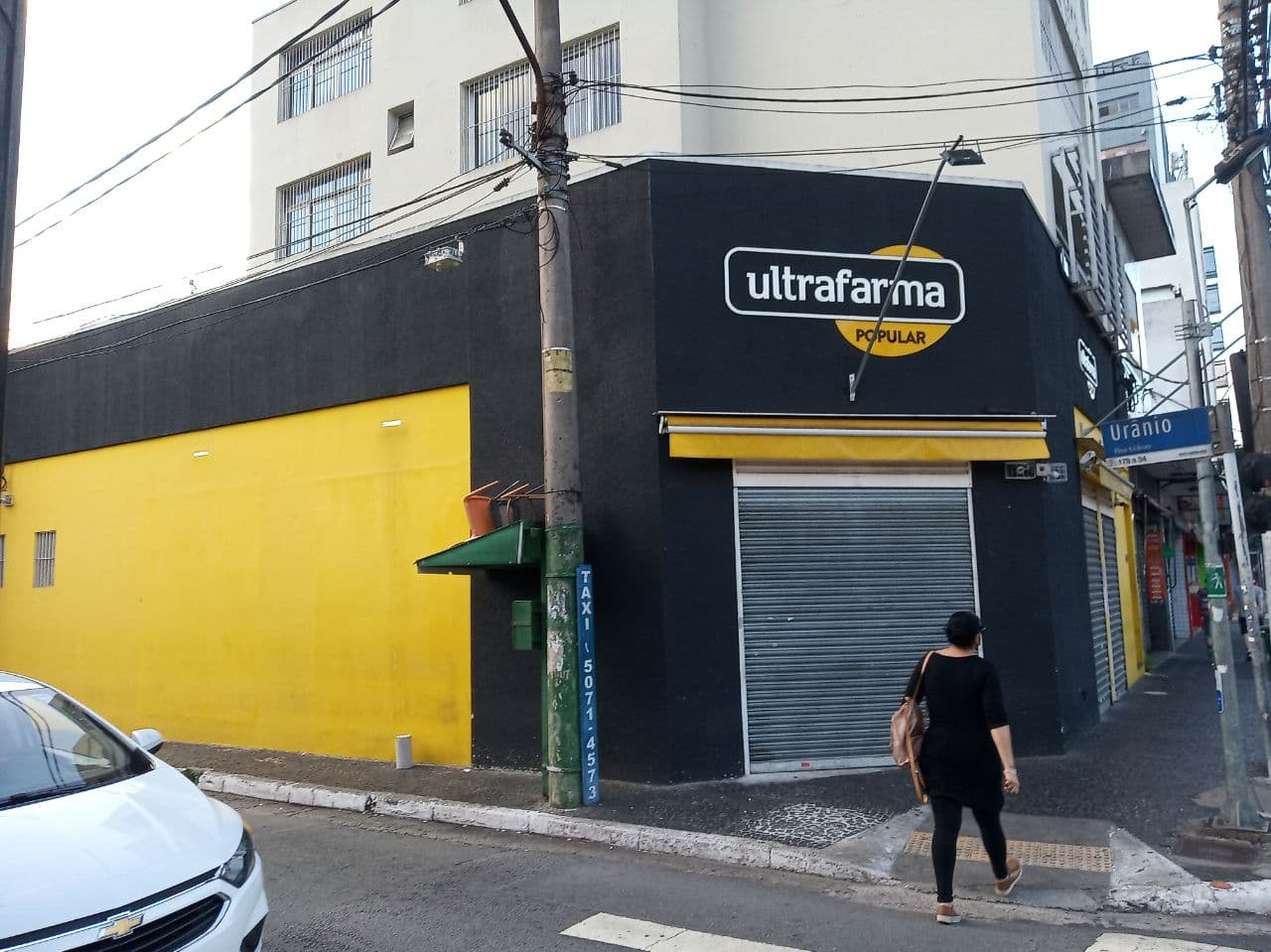
Uma loja da rede Ultrafarma Popular em São Paulo

A Ultrafarma chegou a ter o seu próprio canal de televisão via satélite que transmitia 24 horas de programação por dia, intitulado TV Ultrafarma. O canal foi mais um instrumento de divulgação para a empresa, criado em 2015 e durou até 2017 e que transmitia além de infomerciais próprios e programas patrocinados em parceria com a produtora Pernas, alguns programas da Rede Evangelizar e missas transmitidas ao vivo da Catedral da Sé, no centro de São Paulo.
Algumas marcas próprias como a RAHDA (cosméticos) e Sidney Oliveira (vitaminas e suplementos alimentares) são vendidas pelas lojas da Ultrafarma e por revendedoras e consultoras independentes em um sistema similar ao utilizado por outras empresas de cosméticos como a Avon, Hinode e Natura. Ambas as marcas possuem produtos licenciados variados com o nome do jogador de futebol Neymar Jr., da Turma do Pakaraka, além do próprio Sidney Oliveira, dono da empresa. O empresário e apresentador Marcelo de Carvalho, dono da RedeTV! foi um dos garotos propaganda da RAHDA em uma das campanhas publicitárias da marca, que também chegou a patrocinar o seu programa, Mega Senha.
Desde 2020, a Ultrafarma também possuí sua rede de farmácias franqueadas chamada Ultrafarma Popular, a qual donos de farmácias de bairro ou independentes podem licenciar a marca e utilizar em seus estabelecimentos, podendo comprar seus produtos diretamente da matriz. No mesmo ano, foram convertidas cerca de 150 lojas sob a bandeira Ultrafarma Popular. Em 2021, a rede previa chegar a 350 lojas em todo o Brasil.

## Controvérsias
- Em 2007, a Fazenda Pública Estadual na 2ª Vara do Foro de Santa Isabel instaurou um processo e acusação de sonegação fiscal contra Sidney Oliveira e a Ultrafarma, que possui seu centro de distribuição na cidade.[10]

- Em entrevistas concedidas em 2014, Sidney Oliveira teria dito que “A Abrafarma (Associação Brasileira de Redes de Farmácias e Drogarias) tinha um lobby junto às multinacionais da indústria farmacêutica e às grandes farmácias para que os genéricos não dessem certo” e que por este motivo, com a fundação da Ultrafarma e o foco nos consumidores de classe C e D, os grandes varejistas e laboratórios farmacêuticos o viram como uma ameaça.[13]

- Em janeiro de 2019, a 2ª Vara Fiscal Federal de São Paulo acusou o empresário de não ter pago cerca de R$ 3 milhões referentes a impostos federais devidos por algumas empresas que pertenceriam a ele anteriormente a fundação da Ultrafarma.[32]

- Em abril de 2019, a Ultrafarma interrompeu a operação do televendas e do SAC sem dar explicações, pegando muitos consumidores de surpresa e demitindo cerca de 300 funcionários.[9][33]

- Em agosto de 2025, Sidney Oliveira, junto com um auditor da Secretaria de Estado da Fazenda de São Paulo e o diretor do grupo Fast Shop, Mário Otávio Gomes, foram apreendidos em uma operação do Ministério Público, sendo acusados de lavagem de dinheiro e corrupção, chegando a até R$ 1 bilhão. De acordo com o esquema, o auditor da secretaria manipulava processos para facilitar a quitação de créditos para as empresas, além de receber propina dos envolvidos em uma empresa no nome da própria mãe.[34][35]